# Mesochernes costaricensis
Mesochernes costaricensis är en spindeldjursart som beskrevs av Beier 1932. Mesochernes costaricensis ingår i släktet Mesochernes och familjen blindklokrypare. Inga underarter finns listade i Catalogue of Life.